# Джекс (Mortal Kombat)
Майор Джексон Бріггс (англ. Jax) — персонаж серії Mortal Kombat, який вперше був представлений в другій частині серії, Mortal Kombat II.

## Біографія
Нагороджений відзнаками, член Загону особливого призначення США і грізний противник в ближньому бою, поточною місією майора Джексона Бріггса — це руйнування горезвісної злочинної організації, відомої, як Чорний Дракон. Разом з лейтенантом Сонею Блейд, він захопив багато їх схованки зі зброєю. Але коли довірений інформатор, Кано, був виявлений в якості високопоставленого члена Чорного Дракона, Джекс зробив піймання Кано своїм пріоритетом. До сих пір, Кано вдавалося здобувати вгору над Джексом, заводячи Загін особливого призначення в численні смертельні пастки. Джекс і Соня, нарешті, загнали Кано в кут, на острів непозначеному на картах, але їх здолали мешканці острова. Тепер вони були змушені, брати участь в садистському ритуалі кривавої битви.

## Спецприйоми
Енергетична хвиляДжекс кидає в противника звукову хвилю. (MKII, MKT, MK (2011), МКХ)
Тремтіння земліДжекс б'є по землі, влаштовуючи невеликий землетрус. (MKII, MK3, UMK3, MKT, MK4, MKG, MKDA, MKA, MKvsDC, MK (2011), МКХ)
Ламання хребтаДжекс хапає свого ворога в повітрі і ламає йому хребет. (MKII, MK3, UMK3, MKT, MK4, MKG, MK (2011), МКХ)
Бавовна повітряної дриліперебуваючи в стрибку, Джекс, різко падає вниз, завдаючи удару руками по землі, викликаючи землетрус. (МКХ)
Верхня ракета L.A.WДжекс стріляє з гранатомета по-діагоналі вгору.

### Добивання
Побиття БріггсаДжекс хапає противника і кидає його в повітря, потім ловить його і ламає його собі про плече, пошкоджуючи ворогові живіт і хребет. Джекс перевертає ворога і ламає його собі об коліно, пошкоджуючи того спину і ребра. (MK (2011)
ЛялькаДжекс захоплює супротивника і починає його бити об землю, поки від ніг і рук ворога не залишаться одні кістки.

## Поява в інших медіа

### Телебачення
Джекс є одним з головних героїв в мультсеріалі Смертельна битва: Захисники Землі. Він завжди в гарному настрої і завжди був готовий дати відсіч вторгається воїнам із Широкого Світу. В епізоді «Отруйний мову» Джакс втрачає впевненість в собі, після того, як Комодай пошкоджує його механічні руки плювком кислоти. Заради порятунку Соні Блейд Джекс доводиться використовувати свою енергію Чи, щоб битися з ним. В іншому епізоді «Покинутий», Джекс потрапляє в полон до Шао Кану, який намагається дізнатися у нього місцезнаходження штаб-квартири земних воїнів. Джекса в цьому серіалі озвучив Доріан Хейрвуд.

### Вебсеріал
У цьому серіалі Джекс є членом спецзагону поліції Дейкон сіті. Він, разом з командою спецназівців відправляється штурм заводу, де засіли бойовики організації Чорний Дракон, під проводом Кано. Там же знаходиться полоненена Соня Блейд. На заводі Джекс потрапляє в пастку, але йому вдається наздогнати Кано і битися з ним. Кано вдається піти після вибуху гранати поблизу. Пізніше, Джекс знову наздоганяє Кано і вибиває йому око, але один з помічників Кано кидає поруч з ним гранату, від вибуху якої його рятує Соня Блейд. Пізніше в лікарні Страйкер, повідомляє Соні, що у Джакса були пошкоджені руки і спина, але лікарі, здається, знайшли рішення цієї проблеми. Роль Джакса виконав Майкл Джей Уайт.

### Фільми
Джекс на короткий час з'являється на початку першого фільму Смертельна битва. Він разом з Сонею вривається в нічний клуб, щоб знайти Кано. Пізніше він намагається умовити Соню не слідувати за Кано на корабель Шанг Цунга. Його роль у фільмі виконав Грегорі МакКінні.
У другому фільмі Смертельна битва: Винищення, Джекс стає одним з головних героїв. Він бореться з Сайраксом в лабораторії, в якій йому встановлювали механічні руки, а пізніше в бою перемагає кентавра Мотаро. Його роль виконав колишній учасник шоу «Американські гладіатори» Лінн «Ред» Вільямс.
У короткометражному фільмі Смертельна битва: Переродження Джекс є головним героєм. Він намагається переконати Скорпіона взяти участь в підпільному турнірі Шанг Цунга, щоб покінчити з його бандою вбивць і психопатів. Його роль виконав Майкл Джей Уайт.

### Комікси
Джекс з'являється в серії коміксів Mortal Kombat X, яка служить приквелом до однойменної грі.